# Хондрос, Анастасиас Деметриос
Анастасиас (Эрнест) Деметриос Хондрос (18 февраля 1930, Кастелоризон (греч. Kαστελλoριζo) — 13 сентября 2019 года, Кастелоризон) — греческий учёный, химик, материаловед, металлург, профессор. Признание в академической среде получил как пионер измерения термодинамических свойств интерференции в кристаллических материалах; разрабатывал направление межфазной микрохимии в механической прочности инженерных материалов.

## Биография

### Греция и Австралия, 1930 — 1959 гг.
Анастасиас (Эрнест) Деметриос Хондрос родился 18 февраля 1930 года у Деметриоса Хондроса и Азанасии Палеологос на Греческом острове Кастелоризон, когда он находился в оккупации Италии.
В 1938 году, когда Хонросу исполнилось восемь лет, его семья эмигрировала в Северный Квинсленд, Австралия. Там он начал учиться в государственной начальной школе Кэрнса. После её завершения в 1947 году, его семья переехала в Мельбурн. Там Хондрос учился в Мельбурнском университете, в 1955 году получил степень бакалавра наук и начал свою научную карьеру в лаборатории трибофизики CSIRO в Мельбурне, параллельно продолжая учебу. В 1959 году Хондрос окончил университет со степенью магистра наук в области металлургии и вскоре после этого покинул Австралию.

### Париж, 1959 — 1962 гг.
Хондрос вернулся в Европу в 1959 году, чтобы стать научным сотрудником в лаборатории прикладной химии на улице Пьера и Марии Кюри в Париже, в то время входящей в состав Парижского университета.

### Лондон, 1962 — 1986 гг.
В 1962 году Эрнест Хондрос присоединился к металлургическому отделу Национальной физической лаборатории (НФЛ) в Теддингтоне на юго-западе Лондона в качестве старшего научного сотрудника. В 1965 году он получил звание главного научного сотрудника НФЛ, а в 1974 году — старшего главного научного сотрудника НФЛ.
В мае 1978 года команда Хондроса организовала международную конференцию, проведённую в Королевском обществе, посвящённую остаточным веществам, добавкам и свойствам материалов. На ней было представлено 60 научных работ, материалы конференции были опубликованы в твёрдом переплёте.
В 1979 году Хондрос был назначен суперинтендантом отдела применения материалов НФЛ.
В 1982 году Хондрос предложил сформировать международный орган по стандартизации VAMAS (Версальское соглашение по передовым материалам и стандартам) — организацию, уполномоченную правительствами стран G7 и Европейской комиссией на экономическом саммите этого года в Версале.

### Нидерланды и Италия, 1984 — 1995 гг.
В октябре 1984 года в рамках Базовой программы исследований Европейской комиссии на 1984—1987 гг. Хондрос был назначен новым директором объединённого исследовательского центра (JRC) ведомства Петтена в Нидерландах на 10-летнее назначение, а уже в начале 1985 года он занял своё назначение.

### Имперский колледж, Лондон, 1996 — 2006 гг.
В 1995 году срок Хондроса на посту директора IAM закончился, и он стал приглашённым профессором в Имперском колледже науки, технологии и медицины в Лондоне (в то время учреждение Лондонского университета).
В 1997 году Хондросу Лондонским университетом было присуждено звание почётного доктора. Затем он был приглашен Имперским колледжем возглавить Консультативный комитет Департамента материалов. Кроме того, он был назначен Королевским обществом своим представителем при дворе Имперского колледжа.

## Научные исследования

### Начало исследований
При работе в CSIRO над термическим травлением серебряных поверхностей при высокой температуре на воздухе зародился интерес Хондроса к поверхностным энергиям и канавкам на поверхности кристаллов. Их измерения показали, что поверхностные структуры связаны с кристаллической структурой и являются результатом чистого испарения, а не вызваны поверхностной энергией.

### Изучение огранки поверхности меди
Исследования Хондроса лежали в области изучения огранки поверхности что такое огранка поверхности? меди при различных парциальных давлениях кислорода и температурах. Им было показано, что для появления полос на поверхности металла требовалось определенное парциальное давление кислорода. Было установлено, что окисление начиналось там, где дислокации пересекают поверхность.

### Исследования с использованием метода нулевой ползучести
Работа в НФЛ показала, что степени разбавления растворенных кислорода, азота и фосфора в железе, отожженном при температуре от 600 °C до 1000 °C, способствовали низкотемпературной межкристаллитной хрупкости.
Сложная задача многократного измерения деформации при высокой температуре для многих нагрузок была решена Хондросом с помощью системы рентгеновского изображения. Данные, интерполированные до нулевой скорости деформации — так называемый метод «нулевой ползучести», дали поверхностную энергию напрямую. Измерения можно было проводить только при высоких температурах.
Случайным побочным продуктом исследования было наблюдение того, что присутствующий фосфор значительно увеличивает самодиффузию железа. Азот проявлял подобные свойства.
Также растворенные вещества и примеси, такие как кремний, азот и фосфор, повышали скорость ползучести, которая, согласно Херрингу-Набарро зависела от самодиффузии железа.
Анализ многих систем показал, что зернограничная активность или коэффициент обогащения растворенных веществ, измеренный отношением количества на границе к количеству в растворе в массе, в состоянии равновесия примерно пропорционален обратной величине растворимости растворенного вещества. Признание этого правила было ключом к пониманию систем, которые могут демонстрировать значительную сегрегацию и примеси, которые требовали контроля.
Детальные исследования систем Cu/O показали, как анизотропия поверхностной энергии с ориентацией кристалла изменяется под воздействием кислорода.
Измерения нулевой ползучести для системы Cu/Bi были использованы для объяснения горячего межзёренного растрескивания.

### Исследования с использованием метода ЭОС
При использовании прибора ЭОС Хондросом были получены интересные результаты. Во-первых, подтвердилась взаимосвязь коэффициента обогащения по границам зерен и обратной растворимости.
При детальном изучении сегрегации олова и серы в железе был сделан вывод о том, что на энергию деформации, выделяемую каждым атомом растворенного вещества при сегрегации, не так сильно влияет предшествующая сегрегация атомов этого растворенного вещества.
Исследования ЭОС изнашивания сталей при промышленном использовании показали, что большинство случаев связаны с сегрегацией фосфора, но некоторые также вызываются сегрегацией олова.
При оценке многих двойных систем было сформулировано правило, согласно которому элемент с самым низким поверхностным натяжением или точкой плавления обогащает поверхность. Более поздние исследования показали аналогичную, но более полезную корреляцию на границах зерен, с обратной растворимостью.
Хондросом и другими учёными его лаборатории были проведены измерения коррозионного растрескивания под напряжением. В результате была получена иерархия примесных элементов, усиливающих коррозионное растрескивание под напряжением, а также установлены основные примеси, вызывающие данное явление в коммерческих материалах.
Ими было выявлено, что довольно низкие примеси в сталях могут очень пагубно повлиять на хрупкость при отпуске, растрескивание при снятии напряжений, охрупчивание при ползучести и межкристаллитное коррозионное растрескивание под напряжением, и что иерархия вредных примесей в этих ситуациях может быть обобщена в параметре, называемом индексом хрупкости.
Позже Хондросом было обнаружено, что аналогичные сегрегации также будут происходить на межфазных границах раздела и что это оказывает влияние на катализ, реакции поверхностного упрочнения, рост зерен, рост осадка, адгезию металл-керамика и т. д. Для улучшения материалов необходимы более эффективные действия, позволяющие улучшать свойства материалов и повышать их надежность.
Долгосрочным решением данной проблемы было улучшение уровня чистоты исходных материалов или обрабатываемых материалов с особым вниманием к удалению поверхностно-активных элементов. Однако в краткосрочной перспективе альтернативой было добавление геттерирующих элементов.
В качестве проверки для низколегированных сталей с примесями фосфора и олова было подсчитано, что лантан будет наиболее эффективной добавкой для осаждения обеих примесей. Это же было подтверждено экспериментально.
В 1980-х годах Хондросом было показано, что перенос по границам зерен как растворителей, так и растворенных веществ может быть увеличен или уменьшен путем изменения сегрегации на границе зерен. Это можно было проиллюстрировать, например, изменениями границ для ползучести Кобла и Херринга — Набарро на картах механизма деформации Эшби.

### Другие направления исследований
В секторе производства электроники потребность в миниатюризации и повышении надежности предъявляла всё более высокие требования к системам автоматизированной пайки. Хондрос разработал эксперименты по измерению поверхностного натяжения припоев олово-свинец и воздействия на них флюсов. Это привело к лучшему пониманию свойств смачивания и растекания металла.
В более поздний период Хондрос проявил интерес к эффекту Марангони, в котором изменение поверхностного натяжения на поверхности жидкости, зависящее от температуры, обеспечивает движущую силу для перемещения материала — движение, уменьшающее общую энергию системы.

## Почести и награды

### Награды и премии
- медаль и премия Розенхайна Общества металлов (Институт материалов) за выдающиеся работы в области физической металлургии (1976).
- медаль Мэрион Хау Американского общества металлов (1978).
- медаль и премия Гриффита Института материалов за выдающиеся работы по поверхностным и граничным свободным энергиям (1987).
- Орден Святого Михаила и Святого Георгия за руководство совместными международными исследованиями в области материаловедения (декабрь 1995).

### Членства и почётные степени
- Член Королевского общества (март 1984).
- Почетный член Французского общества металлургов и материалов (Société Française de Métallurgie et de Matériaux) (1986).
- Почётный доктор Лондонского университета (1997).

## Семья
В 1968 году Эрнест Хондрос женился на норвежке Сиссель Кристине Гардер-Олсен. В браке у них родилось двое детей: сыновья Александр и Константин.
В настоящее время Александр имеет степень магистра экономики в Университете Эссекса и работает в Салониках, Греция. Константин имеет степень магистра наук в Эдинбургском университете и работает в Нидерландах.

## Личные качества
Многие друзья и коллеги помнят Эрнеста Хондроса за его человечность, доброту, верность своей команде и отличное чувство юмора.
Он был человеком широких интересов, свободно говорил на английском, греческом и французском языках, эрудирован и всегда был готов рассказать о том вкладе, что внесли греки в развитие цивилизации. Помимо материаловедения, он интересовался историей, политикой, философией и искусством.